# اسفیرم‌سای
اسفیرم‌سای (به لاتین: Isfayramsay) یک رود در قرقیزستان است که در استان بادکند واقع شده‌است.